# C26H27NO2
化学式C26H27NO2（摩尔质量：385.507 g/mol）可以指：
- JWH-082，CAS号：210179-48-9
- JWH-098，CAS号：316189-74-9
- JWH-153，CAS号：824961-58-2
- JWH-159，CAS号：824961-62-8
- JWH-258，CAS号：824960-97-6
- JWH-268，CAS号：824960-77-2
- 7-甲氧基-N-[2-(7-甲氧基-1-萘基)乙基]-1-萘乙胺，CAS号：1385018-57-4

|  | 这个同类索引页列出了具有相同分子式的化学物（即同分異構體）条目。 除非您是有意链接至本页，否则应将相应条目的内部链接指向正确的条目。 |